# Parapelecopsis nemoralis
Parapelecopsis nemoralis là một loài nhện trong họ Linyphiidae.
Loài này thuộc chi Parapelecopsis. Parapelecopsis nemoralis được John Blackwall miêu tả năm 1841.